# Entrepôt
Entrepôt [framcouzská výslovnost a (n) trpo] je slovo, které ve francouzštině znamená:
- 1. sklad (zboží nebo potravin; budova nebo podnik),
- 2. celní sklad,
- 3. (přístavní) překladiště,
- 4. a) město, přístav či obchodní místo, ve kterém se skladuje zboží, dokud není exportováno či dále odesláno na místo jeho spotřeby, b) takové město atd. s celním skladem,
- 5. zastarale: sklad, ve kterém se prodává zboží na účet státu.

Slovo vzniklo ve francouzštině v 17. století (etymologie: ze slovesa entreposer = (v tehdejší francouzštině :) "vsunout časový interval", přičemž zakončení slova bylo později přizpůsobeno staršímu slovu depo = depozit, sklad). Slovo přešlo v 18. století i do angličtiny (v 19. století se v podobném významu používalo běžně i v němčině, češtině apod.), kde znamená totéž jak je uvedeno výše pro francouzštinu, ale především znamená významy 2. a 4. a kromě toho může dnes znamenat i všeobecně obchodní centrum.    

## Entrepôt jako dočasný sklad osvobozený od cla (významy 2 a 4b)
Entrepôty byly podstatné v středověku a na začátku novověku, když kvetla kolonizace Ameriky, Asie Evropou. Nejrozšířenější byly v 19. století. Výhoda takových míst/skladů byla skutečnost, že nebylo třeba přepravovat zboží najednou celou (dlouhou a riskantní) trasou od výrobce až do cíle, ale (vzhledem k tomu, že v entrepôtech odpadlo clo) bylo možné trasu rozdělit na menší úseky, přičemž každý (kromě posledního) končil v některém entrepôtě na trase. V entrepôtě zboží převzal s cenovou přirážku další obchodník-přepravce a dopravil ho do dalšího entrepôtu atd. Cenové přirážky vytvářely zisk pro entrepôty a přepravce-obchodníky. Mezi známé entrepôty patří Amsterdam, Boma, Macao, New Orleans nebo Colón